# Germiny
Germiny település Franciaországban, Meurthe-et-Moselle megyében. Lakosainak száma 188 fő (2022. január 1.). Germiny Crépey, Goviller, Marthemont, Thélod, Thuilley-aux-Groseilles és Viterne községekkel határos.

## Népesség
A település népességének változása:
| Lakosok száma | 204  | 174  | 179  | 210  | 184  | 200  | 219  | 218  | 208  | 188  |
|               | 1968 | 1982 | 1990 | 2006 | 2013 | 2015 | 2017 | 2019 | 2020 | 2022 |